# Velická próba
Velická próba ( polsky Wielicka Próba, dříve Gerlachovská próba; německy Gerlsdorfer Probe, maďarsky Gerlahfalvi próba) je strmá několikametrová stěna ve východní stěně Gerlachovského štítu ve Velické dolině ve Vysokých Tatrách. Ze Sedielka nad kotlom spadá Velický žľab (polsky Wielicki Żleb) a na jeho konci ve výši 1980 m n. m. je Velická próba. Vede přes ni nejpopulárnější standardní výstupová cesta na vrchol štítu. Výstup je možný jen s horským vůdcem. 

## Historie
Traduje se, že prvním známým člověkem, který stál na vrcholu Gerlachovského štítu, byl pravděpodobně učitel Ján Still v roce 1834. Ale samotný Still to nepotvrdil, protože prohlásil, že na Gerlachovský štít začal vodit turisty až v roce 1872, kdy ho předběhl horský vůdce Martin Spitzkopf - Urban. Ale ani to nemusí být pravda. Dne 11. srpna 1855 byly na Gerlachovském štítě polští botanici Zygmunt Bosniacki a Wojciech Gzegorzek, které na vrchol pravděpodobně dovedli Zakopanští horští vůdci. Není známo, kudy vystoupali na vrchol. Podle vzpomínek Tatranského historika Ivana Bohuše jejich cesta možná vedla přes Gerlachovský kotel, ale nelze říct jistě, zdali to je pravda. Není ani známo, zda vůbec dosáhli vrcholu.
Nejdůvěryhodnějším dokladem o zdolání Gerlachovského štítu můžeme považovat výstup Rakouských vojenských geodetů v roce 1868. . V roce 1875 horští vůdci Ján Pastrnák a Ján Ruman Driečny mladší uskutečnili prvovýstup přes Batizovskou próbu.
Ukázalo se však, že lehčí výstup na vrchol Štítu bude z jeho východní strany. Vysoké Tatry v roce 1874 navštívil maďarský geograf, horolezec a cestovatel Mór Déchy. Spolu s Antonem Dollerem, Pavlom Schwartzom, Jozefom Schäferlingom, Jánom Stillom a nosičem Samuelem Horvayom 31. srpna 1874 jako první našli cestu na vrchol pověstnou Velickou próbou. Jak uvádí v časopise Vysoké Tatry v článku nazvaném Dr. Dehet Mór v Tatrách jeho autor Jaroslav Ondříček: "O čtvrté ráno vyrazili ze Starého Smokovce na túru. Vyšli k Velickému plesu, postupovali Kvetnicou po suťovém kuželu k žlabu (Poznámka; prvovýstup vedl cestou, která se později začala nazývat Velickou próbou, a která dnes vede trochu jiným směrem.), přes Sedielko nad kotlom přešli na západní stranu a postupovali po skalních žebrech. Prošli štěrbinou pod Kotlovým štítem a vysněženým žlabem, který tvořil přirozenou výstupovou cestu, o 12,35 hod. dosáhli hlavní vrchol Gerlachu "  . Na štítu zůstali hodinu. Dechy měřil teplotu a tlak vzduchu. Potom do kamenné pyramidy vložili zprávu o výstupu i se jmény prvovýstupců. Zprávu, v níž popsal své dojmy a zkušenosti, uveřejnil Mór Déchy v VI. svazku nejznámějšího Rakousko-Německého horolezeckého časopisu Zeitschrift des Deutschen und Österreichischen Alpenvereins. Jednalo se o první článek týkající se Vysokých Tater, kterých v tomto časopisu kdy vyšel, a to i přes fakt, že tento horolezecký časopis vychází již od roku 1870. První výstup v zimních podmínkách uskutečnili 29. prosince 1908 Ernst Dubki, Jan Breuer a Jan Franz starší.
První řetězy na Velické próbě byly umístěny v roce 1880. V roce 1891 vytyčil cestu přes próbu Dr. Kühl. V průběhu následujících let byla vytyčená cesta několikrát mírně změněna, na skálu byly připevněny kramle a řetězy. Z Velické próby byly několikrát ukradeny řetězy. Například v roce 2004. Na podnět prezidenta Slovenské republiky Rudolfa Schustera byly ve Velické Probe namontovány nové řetězy. V roce 2010 však byly opět odcizeny. Ani v roce 2015 ve Velické Probe řetězy stále permanentně chybí. Novináři[kdo?] to nazvali "Válkou průvodců".